# Tugra

Tugra del sultán Mahmud II del Imperio otomano.

Tugra (طغراء, en turco moderno tuğra, transcrito en otras lenguas como tughra) es el nombre con el que se denomina a la firma ceremonial usada como sello por los sultanes del Imperio otomano que representaba la realeza del país. Las firmas representan no sólo el nombre de cada sultán sino alguna leyenda sencilla ("hijo de", "siempre victorioso") o la filiación del sultán, y tienen varias partes bien definidas, comunes a todas las tugras y con significados específicos: los tres trazos verticales (tuğ, estandarte), la curva a la izquierda (beyze, huevo) o el trazo inferior (sere, reservado para el nombre del sultán).
La firma de la imagen de la derecha representa al sultán Mahmud II (1808-39) y muestra el texto Mahmud Jan bin Abdülaziz Muzaffer Daima, en español: "Mahmud Sultán hijo de Abdülhamid victorioso siempre".
Las tugras servían para un propósito similar a la cartela en el antiguo Egipto o al monograma real de los monarcas europeos. Cada sultán otomano tenía su tugra individual. El calígrafo principal (nişancı) de la corte del sultán diseñaba la tugra de este al principio de su reinado, y luego se copiaba, pintaba o grababa como sello real en documentos, edificios y otros lugares. La primera tugra de la que se tiene noticia es la de Orhan I, segundo jan del Imperio otomano, que reinó entre 1326 y 1359, y sus formas más bien austeras fueron evolucionando hasta la complejidad de la forma clásica utilizada a partir de Solimán el Magnífico (1494-1566).

## Tugras de sultanes otomanos

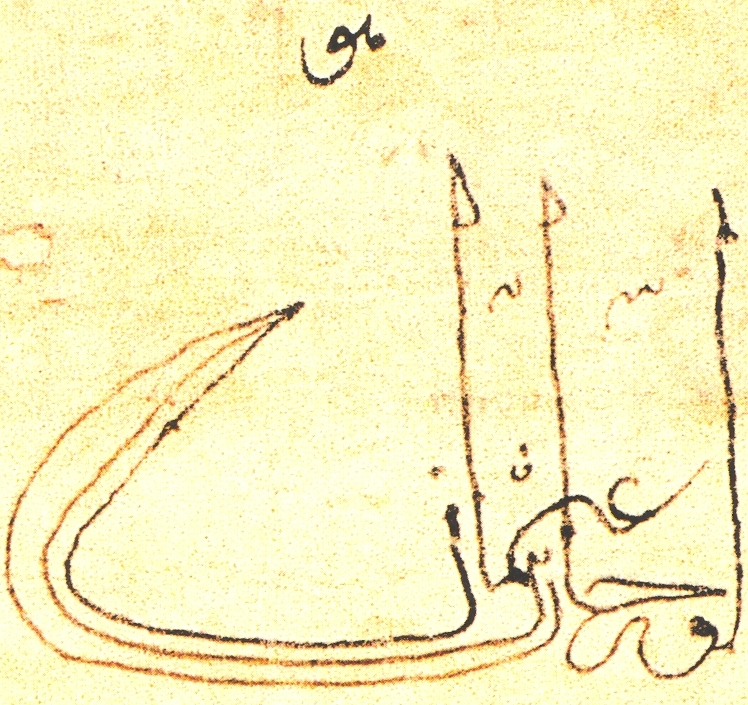
La primera tugra de Orhan I (1326).
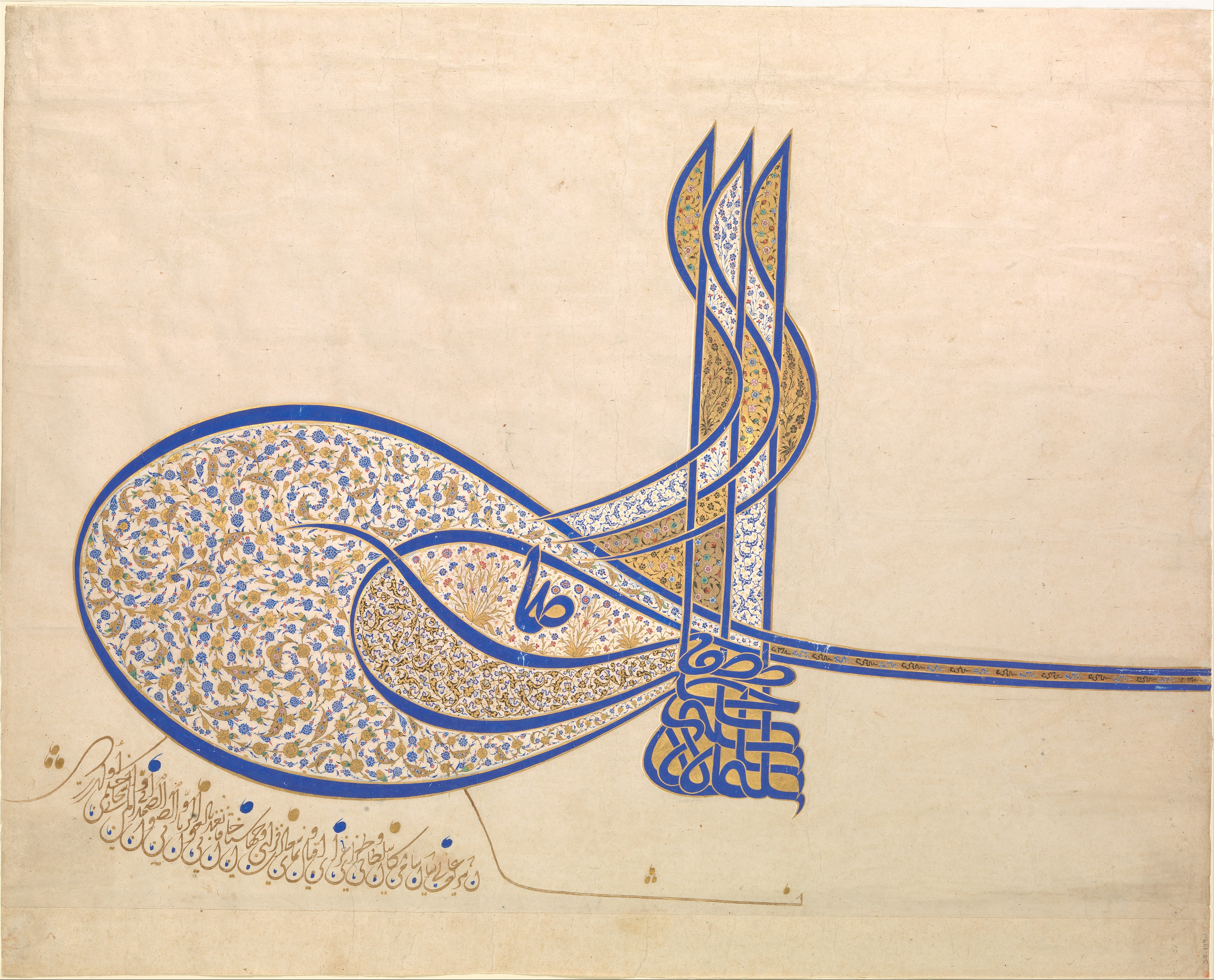
Tugra de Solimán el Magnífico (1520).
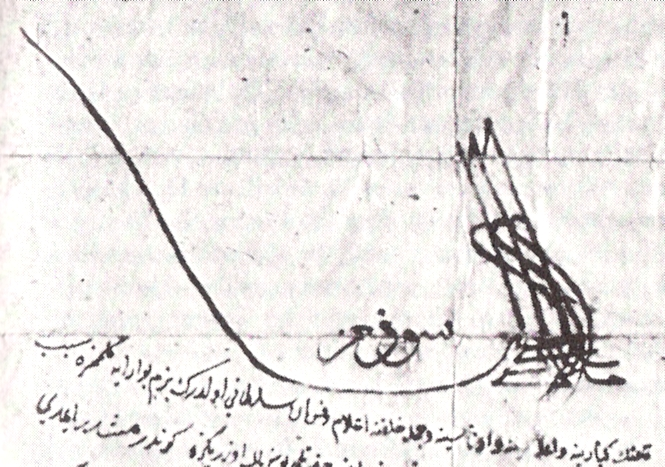
Tugra de Mehmed IV (1683).
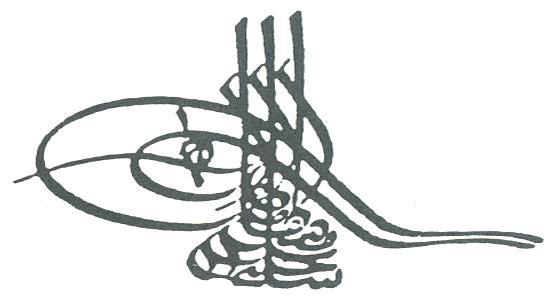
Tugra de Selim III (1789).
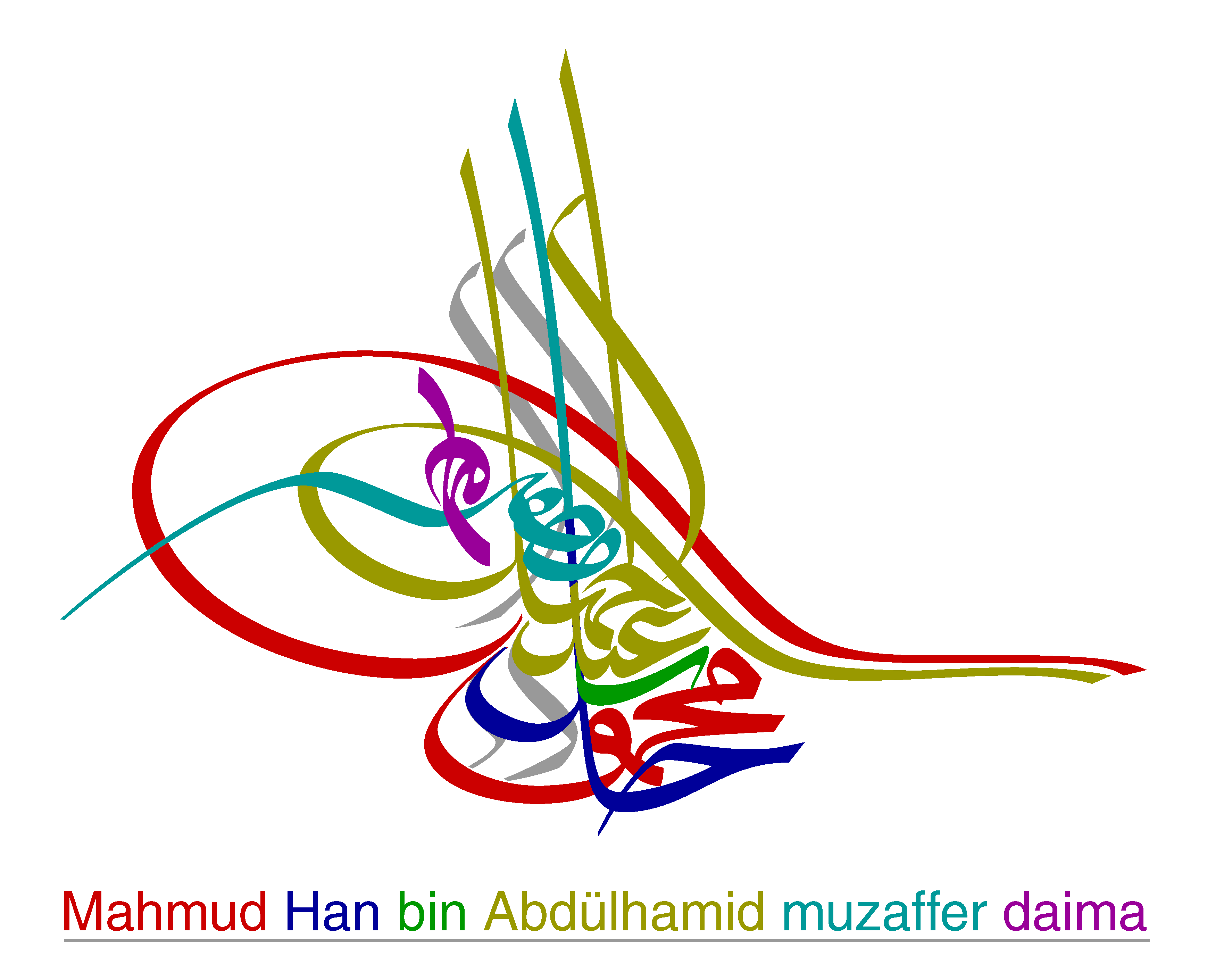
Tugra de Mahmud II (1808).
Tugra de Abdul Hamid II (1876).
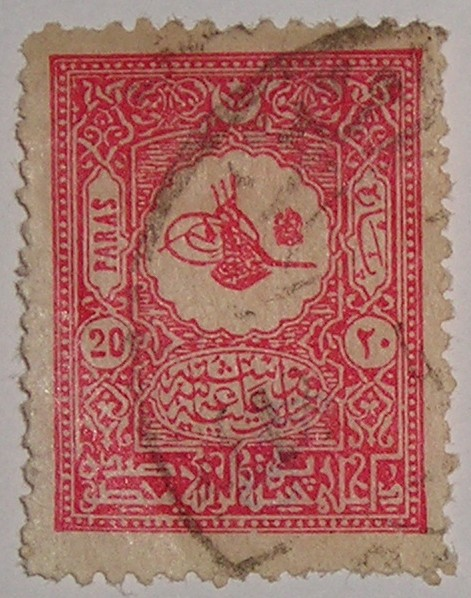
Tugra de Abdul Hamid II en un sello postal otomano de 1901.
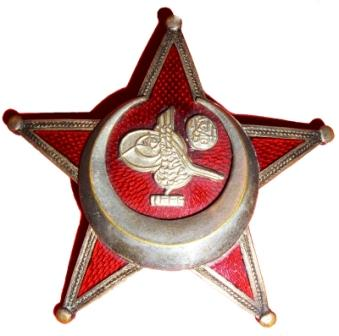
Tugra de Mehmed V (1909) en una insignia de guerra (Estrella de la batalla de Galípoli).
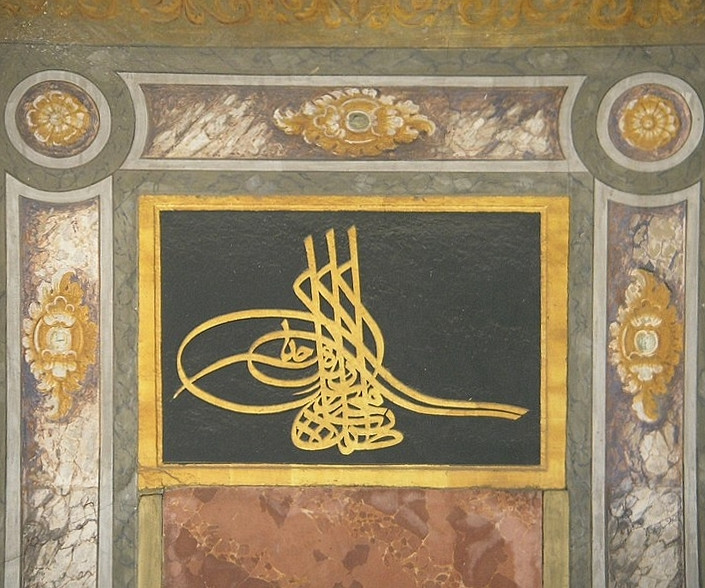
Tugra de la entrada de la felicidad en el Palacio de Topkapi.
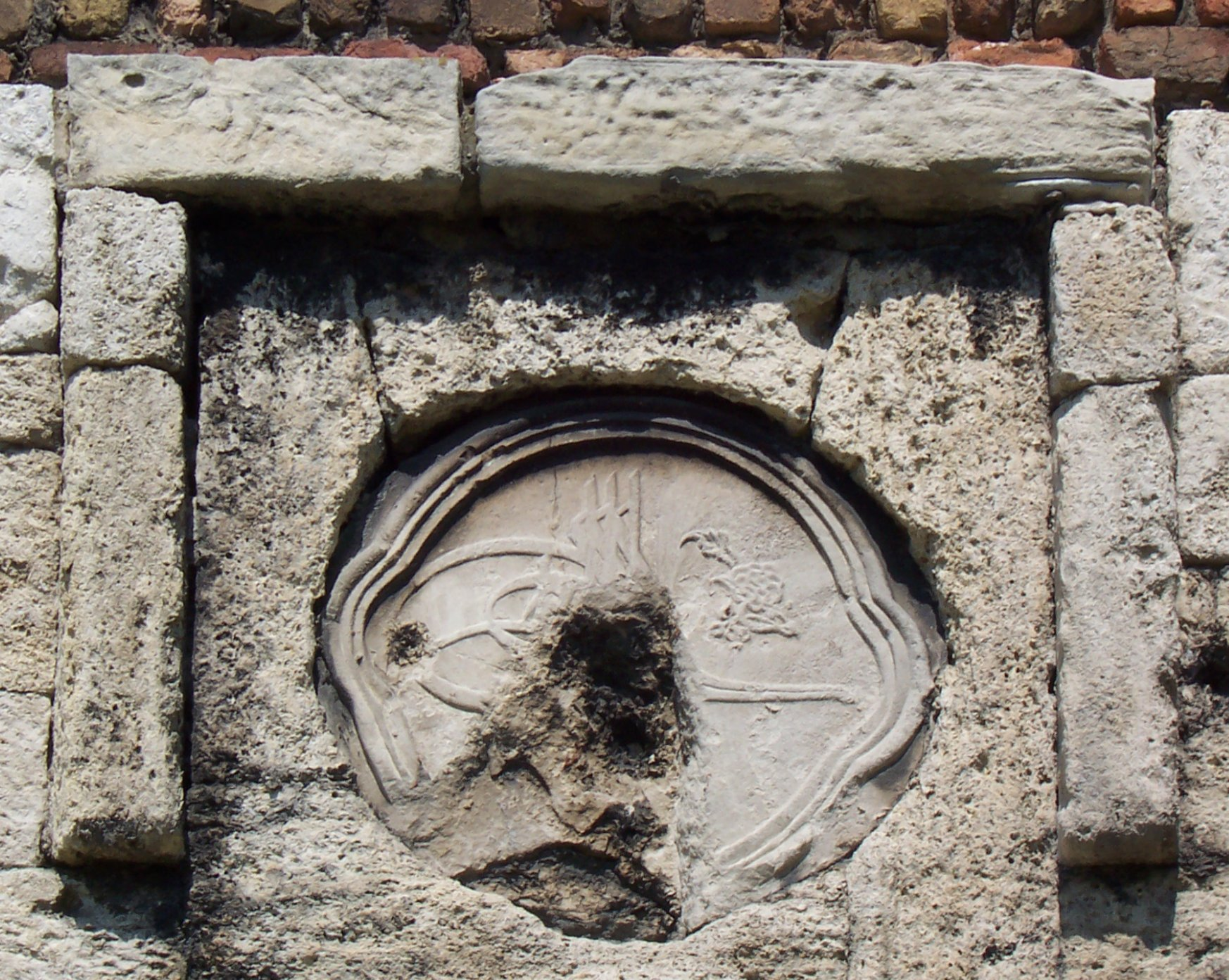
Tugra sobre la entrada del puerto de Belgrado.

## Nota
1. ↑  «Tughra of Suleiman the Magnificent». The British Museum. 14 de mayo de 2010. 1949,0409,0.86. Consultado el 5 de junio de 2010.

- Datos: Q189985
- Multimedia: Tughra / Q189985